# Wonder Days
Wonder Days è un album in studio del gruppo musicale britannico Thunder, pubblicato nel 2015.

## Descrizione
Fu il primo album pubblicato dopo il secondo scioglimento della band, la quale, dopo la pubblicazione, ripartì immediatamente con un nuovo tour. Per promuovere Wonder Days, i Thunder annunciarono i loro primi tre spettacoli da headliner nelle arene del Regno Unito per marzo 2015.
La band in seguito ha suonato una serie di spettacoli in Europa tra giugno e agosto, tra cui al Download Festival e uno slot di supporto ZZ Top alla Wembley Arena, ha fatto di nuovo un tour in Europa a novembre, ha suonato un paio di date in Giappone alla fine dell'anno e tornato nel Regno Unito nel febbraio 2016.

## Tracce
1. Wonder Days – 4:49
2. The Thing I Want – 3:43
3. The Rain – 4:45
4. Black Water – 3:41
5. The Prophet – 4:00
6. Resurrection Day – 4:29
7. Chasing Shadows – 3:52
8. Broken – 4:11
9. When the Music Played – 6:09
10. Serpentine – 4:20
11. I Love the Weekend – 3:27

## Formazione
- Danny Bowes – voce
- Luke Morley – chitarra acustica, chitarra solista, cori, percussioni
- Chris Childs – basso
- Harry James – batteria
- Ben Matthews – chitarra, tastiera